# James B. Macelwane
James Bernard Macelwane (* 28. September 1883 an der Sandusky Bay bei Port Clinton, Ohio; † 15. Februar 1956 in St. Louis, Missouri) war ein US-amerikanischer Seismologe.

## Leben und Werk
Macelwane war der Sohn eines irischstämmigen Farmers und Fischers. Er studierte am St. John’s College in Toledo, trat 1903 den Jesuiten bei und legte 1905 sein Gelübde ab. Zunächst besuchte er die Mission der deutschen Jesuiten in Buffalo (New York), wobei er auch Deutsch lernte, und nach deren Auflösung 1908 die Mission in Missouri. Außerdem besuchte er die Saint Louis University mit einem Master-of-Science-Abschluss 1912. Während des Studiums hatte er sich der Geologie zugewandt – die Jesuiten hatten schon um 1911 begonnen, ein seismologisches Netzwerk aufzubauen, und Macelwane konstruierte mit seinem Jesuitenkollegen Joseph Joliat (1887–1962) dafür Seismographen.
Im Jahr 1918 wurde er zum Priester geweiht. Er setzte sein Theologie-Studium fort und unterrichtete dabei auch Physik in St. Louis. 1923 wurde er an der University of California bei Elmer E. Hall in Seismologie promoviert (die erste Promotion in den USA auf diesem Gebiet). Danach war er dort Assistant Professor für Geologie. 1925 kehrte er nach St. Louis zurück und wurde dort Professor für Geophysik. Er war lange Jahre Direktor der Jesuit Seismological Association. Er war 1927 bis 1933 Dekan der Graduate School und gründete 1944 das Institute of Geophysical Technology an der Universität.
Er gilt in den USA als Pionier der Seismologie und setzte diese auch früh in der Ölexploration ein. Ein weiteres Forschungsfeld war die Mikroseismik – die Untersuchung des Zusammenhangs schwacher seismischer Signale mit Vorgängen in der Atmosphäre –, was auch zur Zusammenarbeit mit der US-Marine führte.
Ihm zu Ehren ist die James B. Macelwane Medal benannt. Zudem trägt der Mount Macelwane in der Antarktis seinen Namen. 1949 erhielt er die William Bowie Medal. 1928/29 war er Präsident der Seismological Society of America. 1953 bis zu seinem Tod war er Präsident der American Geophysical Union. 1944 wurde er Mitglied der National Academy of Sciences. Er war vierfacher Ehrendoktor.

## Schriften
- Evidence of the interior of the earth derived from seismic sources. In: Beno Gutenberg (Hrsg.): Internal constitution of the earth (= Physics of earth, Band 7). 2. Aufl. Dover Publ., New York 1951 (EA New York 1939)
- zusammen mit Frederick Wyatt Sohon: Introduction to theoretical seismology, Band 1: Geodynamics. Wiley, New York 1936.
- zusammen mit George Joseph Brunner: The Brunner focal depth-time-distance chart. Wiley, New York 1935.
- When the earth quakes (=Science & Culture Series). Bruce Publ., Milwaukee 1947.
- zusammen mit Bailey Willis: Earthquake conditions in Chile (= Studies in comparative seismology). Carnegie Institution, Washington, DC 1929.